# ヴァイキング:クランの戦争
『ヴァイキング：クランの戦争』は、Plariumが開発および発売したストラテジーゲーム。基本プレイ無料だが、一部有料コンテンツがある。
本作は、2015年8月10日 に Google Play と iOS App Store で発売が開始され、2015年12月10日 に Amazon Appstore でも提供が開始された。2016年10月19日には、Facebook ユーザー向けにデスクトップ版がリリースされ、2017年1月15日には、Plarium の公式ポータルサイトでブラウザ版の提供が開始された。 

## ゲームシステム
『ヴァイキング：クランの戦争』では、プレイヤーがお互いに協力し合って、自分たちのクランを結成する。クランには「下士官」から「首長」という権力の序列が存在し、それぞれのプレイヤーには称号に応じた権限が与えられている。
本作品の主目的は、それぞれの王国に設けられた「力の場」を占領することである。プレイヤーはクランの結成＆強化や兵の訓練のほか、英雄のアップグレードや町の発展を行う。それぞれのアップグレードには、木材、鉄、食料、石材、銀のほかにゲーム内通貨の「金」が必要となる。資源は、自分の町に建設した資源生産系の建築物をアップグレードすることで入手できるほか、世界地図上の資源拠点を攻撃したり、他プレイヤーの町から略奪することも可能。
プレイヤーは最大100人までのグループに参加できる。そこでは、同じクラン名、防衛、秩序、管理体制の下で団結することができる。プレイヤーはクランを結成することで、「力の場」を占領するといった目標に協力して挑むことができるほか、クラン同士の戦闘やクランメンバーの開発をサポートできる。
プレイヤーは「王国」と呼ばれる、地理的にそれぞれ離れた場所でゲームを進めていく。それぞれの王国には、平均45,000人のプレイヤーが存在する。2016年末の時点で、270を超える王国が誕生している。
このゲームの開発にあたっては、スカンジナビア半島の歴史論文や書物だけでなく、ヴァイキングの戦史や日々の生活を描いたテレビ番組や映画、中世初期のスカンジナビアに関する様々な文献が参考にされている。

## 文化的引用・評価
2016年5月23日、テレビ局 Le Figaro のトーク番組 Le Talk に登場した、フランス人政治家Frédéric Lefebvreが、フランスが置かれている状況を、『ヴァイキング：クランの戦争』でプレイヤーが直面する困難を挙げ次のようにコメントした――「つまり、近視眼的になっているということです。若者に人気のゲーム『World of Warcraft』や『ヴァイキング：クランの戦争』では、何時間もかけて自分の町を発展させ、ようやく戦うことができる。しかし、町を発展させている間は、町の状況を把握できていても、それ以外の地で何が起きているかはわからない。フランスの現状も、これと同じように思える」
Berlin School of Creative Leadership でジャーナリズムを教える Paul Glader 准教授は、夏休みに『ヴァイキング：クランの戦争』でクランを率いた感想を次のように記している――「この夏をヴァイキングの首長として過ごした。とても楽しい体験だった。現実社会における、優れたリーダーシップというものが、仮想空間でもあらゆる局面で重要になることを学んだ。現実でも、仮想空間でも良きリーダーシップには「時間」「思考」「自覚」が求められる。また、「チームワーク」も欠かせない。そして、リーダーとしての自覚が衰えをみせたとき、後継者の育成を始めたり、リーダーとしての意識改革が必要だと悟った。なぜなら、そういう時こそ、仲間が最も厳しい試練に直面するからである」